# 王修 (京兆)
王脩（4世纪—418年），字叔治，京兆灞城（今陕西省西安市临潼区西）人，东晋官员。東晉末年南渡，后成為劉裕幕僚，在劉裕北伐後，受命輔佐劉裕之子劉義真鎮守關中，但諸將不合，王鎮惡、沈田子和王脩相繼而死，關中最終也為赫連勃勃所奪。

## 生平

### 跟隨劉裕
東晉末年南渡，桓玄評價其為“平世吏部郎才”（太平時期可做吏部郎的才華）。王脩後为太尉刘裕的谘议参军，跟随刘裕讨伐后秦。

### 托子重任
晋安帝义熙十三年（417年），刘裕灭后秦，克长安，當時恰逢劉穆之去世，劉裕想東歸建康，於是以其子刘义真為安西將軍、領護西戎校尉、雍州刺史，留镇关中，并任王脩为安西將軍长史辅佐他。劉裕臨走前，親手抓著劉義真的手給王脩，讓王脩抓著自己兒子王孝孫的手給自己。
赫連勃勃趁劉裕退兵，派兵攻打長安。义熙十四年正月，安西將軍中兵參軍、龍驤將軍沈田子率兵抵抗赫連璝，畏懼敵人兵多，退至劉迴堡，派遣使者報告安西將軍司馬王鎮惡，王鎮惡對王脩說：“劉公把他十歲的小孩托付給我們，應當共同竭力輔佐；現在沈田子擁兵不進，敵人如何將如何平定？”，使者回報沈田子，沈、王二人素有矛盾，此番矛盾更加深了。

### 受讒身死
正月十五日（418年3月7日），當時軍中流傳王鎮惡謀反的謠言，沈田子趁和王鎮惡共同出兵迎敵的時候，矯稱收到劉裕命令在傅弘之兵營將王鎮惡殺死，傅弘之前往告知劉義真，劉義真和王脩披甲登橫門觀察情況，沈田子率數十人來報告王鎮惡謀反，王脩將其逮捕，以擅殺大臣的罪名在長安槀倉門外殺死沈田子，令冠軍將軍毛脩之代王鎭惡爲安西將軍司馬。
十月，刘义真年少，賞賜左右侍從無度，王脩則多次減少其數，侍從因此不滿，便诬告王脩殺死沈田子是想要造反，刘义真于是派侍從劉乞等殺死王脩。王修死後，人心動搖，劉裕聽説后立刻派輔囯將軍蒯恩前往長安，召刘义真迅速東歸，并派右將軍朱齡石接替劉義真，可最終還是沒能保住關中，朱齡石也被俘殺。

## 評價
- 桓玄：“君平世吏部郎才。”

## 家族
王脩为京兆灞城人，屬於關中豪族京兆王氏。京兆王氏在前秦時累居高位，有司空王堕、中书令王魚等。劉裕留其輔佐其子鎮守關中，王修本人的家族背景或許也起到了一定作用。類似的，同時受命留守關中的王鎮惡，為前秦丞相王猛之孫，其家族也在關中享有巨大威望。
有子王孝孫，王修和劉裕曾分別將其子王孝孫和劉義真托付給對方；劉駿為镇军将军時有錄事參軍王孝孫，曾反對劉義恭提前收割麥子以防備北魏軍，不詳是否即爲此人。

### 引用
1. ↑  《宋書·列傳第二十一》：脩字叔治，京兆灞城人也。初南渡見桓玄，玄知之，謂曰：「君平世吏部郎才。」
2. ↑  《宋書·列傳第二十一》：關中平定，高祖議欲東還，而諸將行役既久，咸有歸願，止留偏將，不足鎮固人心，乃以義真行都督雍涼秦三州司州之河東平陽河北三郡諸軍事、安西將軍、領護西戎校尉、雍州刺史。太尉諮議參軍京兆王脩為長史，委以關中之任。
3. ↑  《宋書·列傳第二十一》：臨還，自執義真手以授王脩，令脩執其子孝孫手以授高祖。
4. ↑  《資治通鑒·義熙十四年》：夏赫連璝至渭陽，關中民降之者屬路。龍驤將軍沈田子將兵拒之，畏其衆盛，退屯劉迴堡，遣使還報王鎭惡。鎭惡謂王脩曰：「公以十歲兒付吾屬，當共思竭力；而擁兵不進，虜何由得平！」使者還，以告田子。田子與鎭惡素有相圖之志，由是益忿懼。
5. ↑  《宋書·本紀第二》：先是安西中兵參軍沈田子殺安西司馬王鎮惡，諸將軍復殺安西長史王脩。關中亂。十月，公遣右將軍朱齡石代安西將軍桂陽公義真為雍州刺史。義真既還，為佛佛虜所追，大敗，僅以身免。諸將帥及齡石並沒。
6. ↑  《宋書·列傳第二十一》：沈田子既殺王鎮惡，王脩又殺田子。
7. ↑  《宋書·列傳第六十》：長史王修收殺田子於長安槀倉門外，是歳，義熙十四年正月十五日也。
8. ↑  《資治通鑒·義熙十四年》：未幾，鎭惡與田子俱出北地以拒夏兵，軍中訛言：「鎭惡欲盡殺南人，以數十人送義眞南還，因據關中反。」辛亥，田子請鎭惡至傅弘之營計事；田子求屛人語，使其宗人沈敬仁斬之幕下，矯稱受太尉令誅之。弘之奔告劉義眞，義眞與王脩被甲登橫門以察其變。俄而田子帥數十人來，言鎭惡反，脩執田子，數以專戮，斬之；以冠軍將軍毛脩之代鎭惡爲安西司馬。
9. ↑  《宋書·列傳第二十一》：義真年少，賜與左右不節，脩常裁減之，左右並怨。因是白義真曰：「鎮惡欲反，故田子殺之。脩今殺田子，是又欲反也。」義真乃使左右劉乞等殺脩。
10. ↑  《南史·列傳第三》：沈田子既殺王鎮惡，王修又殺田子，兼裁減義真賜左右物。左右怨之，因白義真曰：「鎮惡欲反，故田子殺之；修殺田子，豈又欲反也。」義真使左右劉乞殺修。
11. ↑  《資治通鑒·義熙十四年》：劉義眞年少，賜與左右無節，王脩每裁抑之。左右皆怨，譖脩於義眞曰：「王鎭惡欲反，故沈田子殺之。脩殺田子，是亦欲反也。」義眞信之，使左右劉乞等殺脩。
12. ↑  《宋書·本紀第二》：先是安西中兵參軍沈田子殺安西司馬王鎮惡，諸將軍復殺安西長史王脩。關中亂。十月，公遣右將軍朱齡石代安西將軍桂陽公義真為雍州刺史。義真既還，為佛佛虜所追，大敗，僅以身免。諸將帥及齡石並沒。
13. ↑  《南史·列傳第三》：修既死，人情離異。武帝遣右將軍朱齡石代義真鎮關中，使義真疾歸。
14. ↑  《資治通鑒·義熙十四年》：脩旣死，人情離駭，莫相統壹。義眞悉召外軍入長安，閉門拒守。關中郡縣悉降於夏。赫連璝夜襲長安，不克。夏王勃勃進據咸陽，長安樵采路絕。宋公裕聞之，使輔國將軍蒯恩如長安，召義眞東歸；以相國右司馬朱齡石爲都督關中諸軍事、右將軍、雍州刺史，代鎭長安。裕謂齡石曰：「卿至，可敕義眞輕裝速發，旣出關，然可徐行。若關右必不可守，可與義眞俱歸。」
15. ↑  《宋書·列傳第十九》：虜期又至，議欲芟麥剪苗，移民堡聚，眾論並不同，復更會議。鎮軍錄事參軍王孝孫獨曰：「虜不能復來，既自可保，如其更至，此議亦不可立。百姓閉在內城，饑饉日久，方春之月，野採自資，一入堡聚，餓死立至。民知必死，何可制邪？虜若必來，芟麥無晚。」四坐默然，莫之敢對。暢曰：「孝孫之議，實有可尋。」鎮軍府典籤董元嗣侍世祖側，進曰：「王錄事議不可奪，實如來論。」